# 산티아고섬
산티아고섬(영어: Santiago Island, 스페인어: Isla Santiago)은 갈라파고스 제도의 섬이다. 이 섬은 콜럼부스에 의해 카리브해에서 최초로 발견한 산살바도르의 이름을 따서 지었고, 제임스섬이라고도 한다.

## 개요
두 개의 겹친 화산으로 구성된 이 섬은 585 km2의 면적에, 최고점 907m 높이를 가지고 있으며, 북서쪽의 정상에는 순상화산이 있다. 이 섬 남서쪽의 화산은 유선형 열하를 따라서 분출했으며, 훨씬 낮은 편이다. 가장 오래된 용암 흐름은 750,000만년 전까지 거슬러 올라간다.
이곳에서는 바다이구아나, 바다사자, 갈라파고스 물개, 육지거북과 바다거북, 플라멩고, 돌고래, 상어 등을 볼 수 있다. 이곳에는 인위적으로 풀어놓은 많은 염소와 돼지들을 볼 수 있는데, 토종 동물들에게는 심각한 위협이 되고 있다. 다윈 핀치와 갈라파고스 매는 보통 갈라파고스 물개의 영역과 함께 관찰된다. 설리반 만에서는 최근 (1897년) 파호이호이 용암 분출이 관찰되고 있다.
산티아고섬의 서쪽, 제임스만의 남쪽에 있는 푸에르토 에가스는 가장 멋진 곳 중의 하나이다. 멋진 야생의 다양성을 볼 수 있는 침식된 바위집들이 있는 긴 용암 해안선이 있다. 바다 이구아나가 햇빛을 쪼이고, 육지 이구아나는 노출된 조류를 헤치면서 뜯어먹는다.

## 사진

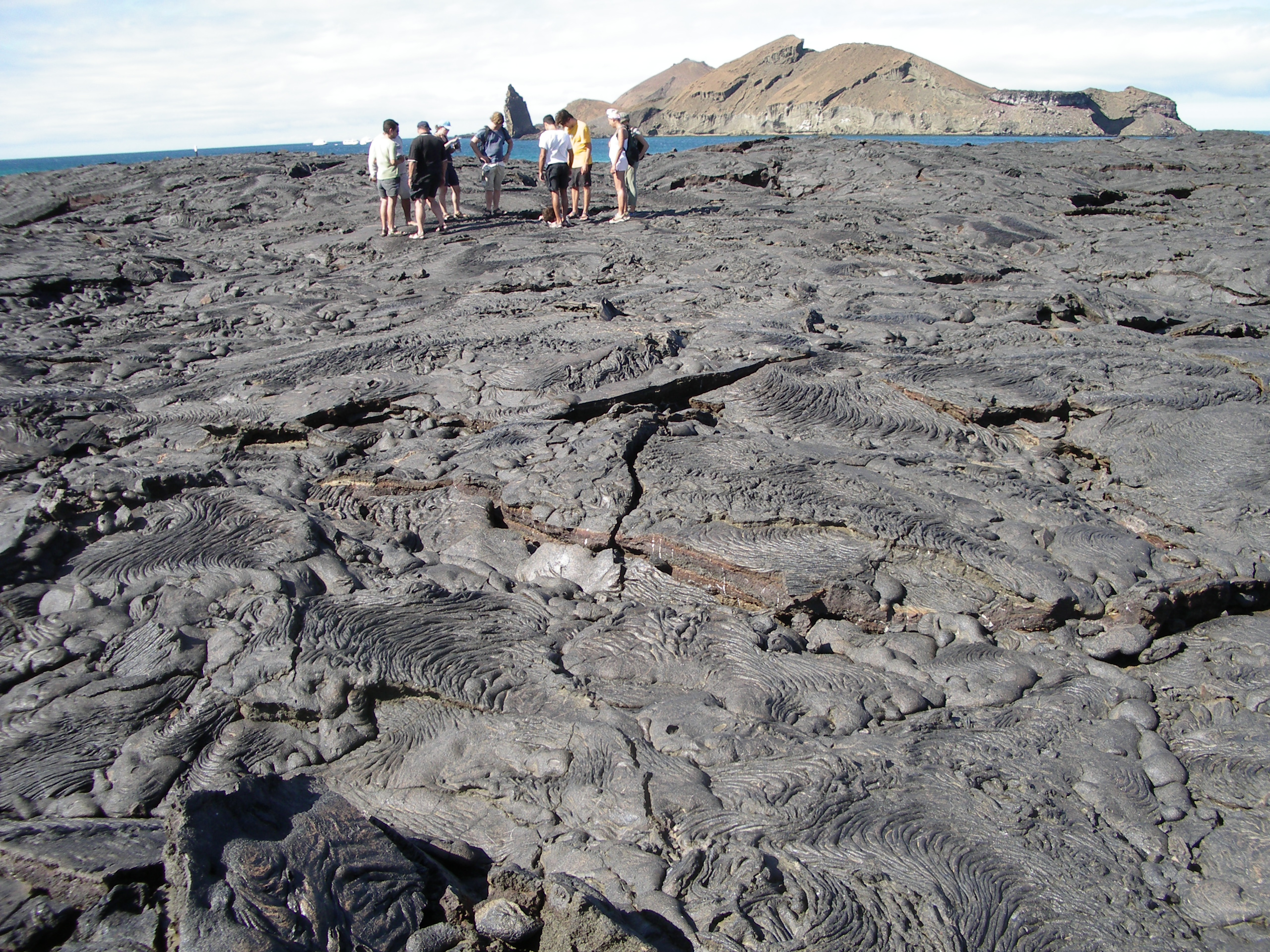
설리반 만의 풍경
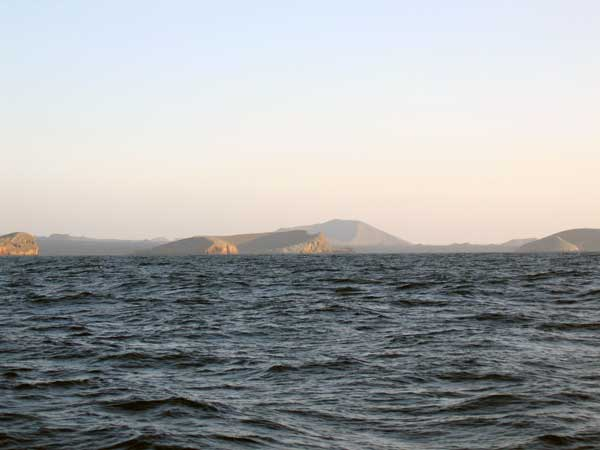
남쪽 바다에서 본 산티아고섬